# Pashk Gjeçi
Pashk Gjeçi (ur. 7 września 1918 w Szkodrze, zm. 21 stycznia 2010 w Tiranie) – albański nauczyciel oraz tłumacz literatury włoskiej.

## Życiorys
Mieszkał w szkoderskiej dzielnicy Arra e Madhe. Naukę pobierał w swoim rodzinnym mieście początkowo w szkole jezuickiej, jednak ze względu na zamknięcie szkół religijnych Gjeçi kontynuował naukę w państwowej szkole, wówczas zmarł jego ojciec. Pod pseudonimem Surgens współpracował z prasą literacką (głównie z czasopismem Cirka), tłumaczył także dzieła włoskich poetów, jak Dante Alighieri, Petrarka oraz Giacomo Leopardi.
Od 1938 do 1942 lub 1943 roku studiował literaturę oraz filozofię na Uniwersytecie Rzymskim „La Sapienza”, następnie przez krótki czas pracował jako nauczyciel literatury w żeńskim liceum w Szkodrze, a w 1944 roku przeniósł się do Durrës, gdzie przez następne 3 lata pracował jako pedagog. Jednocześnie był przewodniczącym miejskiego oddziału Ligi Pisarzy i Artystów Albanii.
4 września 1947 roku został aresztowany przez władze komunistyczne pod zarzutem antypartyjnej działalności, jednak zarzuty te zostały sfabrykowane przez funkcjonariuszy Sigurimi; skazano go na 5 lat pozbawienia wolności, był internowany w miejscowościach Durrës, Vloçisht oraz Maliqi; po wyjściu na wolność podejmował się prac dorywczych. W 1953 lub 1954 roku przekazał Teatrowi Opery i Baletu swoje tłumaczenie opery Traviata autorstwa Giuseppe Verdiego.
W latach 1954–1958 pracował jako nauczyciel w Krui, w następnym roku został nauczycielem w Liceum im. Qemala Stafy w Tiranie. Tłumaczył także Boską komedię autorstwa Dante Alighieriego na język albański; w 1959 roku w czasopiśmie Nëntori ukazały się fragmenty poświęcone piekłu, a cały utwór przetłumaczony na język albański ukazał się w roku 1962. W 1962 roku Gjeçi rozpoczął pracę nad tłumaczeniem Odysei Homera, które ukazało się w 1976 roku.
W 1965 roku nauczał w jednej z albańskich szkół wieczorowych, a w latach 1968–1972 pracował jako profesor na wydziale medycznym jednej z albańskich uczelni, następnie do przejścia na emeryturę pracował jako korektor.
Poza ojczystym językiem albańskim znał także języki włoski, łaciński oraz starożytny grecki.

## Odznaczenia i nagrody
W 2004 roku prezydent Włoch Carlo Azeglio Ciampi uhonorował go Orderem Gwiazdy Solidarności Włoskiej.
16 września 2005 roku został w Rawennie nagrodzony Złotym Medalem za tłumaczenie Boskiej komedii.
Z okazji 90. urodzin, 7 września 2008 roku albańskie Ministerstwo Turystyki, Kultury, Młodzieży i Sportu przyznało mu krajową nagrodę im. Fana Noliego za przetłumaczenie na język albański Faustu Johanna Wolfganga von Goethego.

## Życie prywatne
Syn Gaspëra i Antoniety; ojciec pracował jako sklepikarz. Pashk miał wujka Ernesta oraz dwie siostry: Nikolinę oraz Margaritę.
W 1964 roku poślubił Gjustinę Kapedanin, z którą jednak się rozstał; para miała córkę Antonietę. Drugą żoną Pashka Gjeçiego w 1969 roku została Nezaqet Gagani.